# Statue équestre de Cosme Ier de Toscane
Le monument équestre de Cosme 1er est une statue équestre en bronze de Jean Bologne érigée en 1594 sur la Piazza della Signoria à Florence, en Italie, en l'honneur de Cosme Ier de Toscane (Cosimo Ier de' Medici) (1519-1574) qui fut duc de Florence du 20 septembre 1537 au 21 août 1569 et ensuite premier grand-duc de Toscane jusqu'à son décès. 

## Histoire
Ce monument a été commandé par le fils de Cosme, Ferdinand Ier de Médicis, au sculpteur Jean Bologne, qui a également achevé L'Enlèvement des Sabines qui est installé dans la Loggia des Lanzi adjacente. La statue de Cosme se dresse à l'angle nord du Palazzo Vecchio et est la plus au nord de la rangée de statues, à côté de la fontaine de Neptune (1563) de Bartolomeo Ammannati, qui avait été commandée par Cosme lui-même. Elle célèbre avec celle-ci ses ambitions terrestres et maritimes. 

## Description
D'après le témoignage du prince allemand Ludwig Anhalt-Köthen (1579-1650) qui se rendit à Florence en 1598, Cosme chevauche un cheval Napolitain. 
La base de la statue présente des scènes de la vie de Cosme en bas-reliefs, notamment son couronnement à Rome en tant que grand-duc en 1570 et son entrée à Sienne en tant que souverain en 1557 après sa victoire sur la république voisine. 
La posture du cheval au trot est similaire à celle des statues antérieures, avec l'antérieur droit levé, mais contrairement à la statue équestre de Marc Aurèle, Cosme utilise des étriers et son cheval est tenu par la bride, mais sans trop de tension. Cosme, comme Gattamelata, tient un bâton de maréchal, est en armure, son épée rangée dans son fourreau. 
Le cheval a été conçu en 1591 en une fois, le monument a été finalisé en 1594.  Le poids combiné des deux est de 23 000 livres.

## Influences
Cette statue est dans la tradition des statues équestres de l'époque de la Rome antique, monument représentatif d'un pouvoir souverain, dont les modèles sont la Statue équestre de Marc Aurèle à Rome et le Regisole à Ferrare. La tradition s'est poursuivie à la Renaissance avec, par exemple, la statue de Gattamelata de Donatello érigée en 1453 à Padoue et la statue de Bartolomeo Colleoni d'Andrea del Verrocchio érigée en 1488 à Venise.
Cette œuvre connut de suite un grand succès, notamment grâce aux nombreuses copies de taille réduite qui furent réalisées. L'atelier de Jean Bologne, à la suite de ce succès européen, se dota d'une organisation lui permettant de produire en grande série des statuettes quasiment identiques, modifiant de petits détails et surtout la tête du cavalier qui faisait l'objet d'un assemblage distinct pour la remplacer par celle du client. 
Elle s'imposa comme le modèle iconique de l'image du « parfait monarque » à l'ère de l'absolutisme. Elle inspira la statue équestre de Henri IV à Paris qui était dressée sur le Pont-Neuf avant d'être détruite à la Révolution française, ainsi que les statues équestres de Philippe III et Philippe IV à Madrid érigées respectivement  sur la Plaza Mayor et la Plaza de Oriente.  
Quelques décennies plus tard, Ferdinand Ier de Médicis eut son propre monument équestre sur la Piazza dell'Annunziata.